# Archéparchie de Winnipeg des Ukrainiens
L'archéparchie de Winnipeg est l'archéparchie métropolitaine de l'Église grecque-catholique ukrainienne pour le Canada. Elle couvre la province du Manitoba et ses éparchies suffragantes couvrent le reste du pays. Elle a été érigée canoniquement le 3 novembre 1956 par le pape Pie XII. Depuis 2006, son archéparque est Mgr Lawrence Daniel Huculak. Le siège de l'archéparchie est la cathédrale Saints-Vladimir-et-Olga de Winnipeg.

## Histoire
Nestor Dmytriw fut le premier prêtre catholique ukrainien à visiter les Prairies canadiennes en 1897. Il devint le promoteur d'une Église catholique ukrainienne distincte au Canada.
Pie X avait d'abord érigé cette éparchie en exarchat apostolique le 15 juin 1912. En 1948, l'évêché a dû céder du territoire pour créer des exarchats à l'ouest et à l'est du pays.
En 1951, le territoire prend le nom d'exarchat apostolique du Manitoba avant de d'obtenir son élévation archiépiscopale cinq années plus tard. Dans cet évêché, il y a 34 prêtres, 30 000 fidèles, plusieurs dizaines de paroisses et environ quarante religieux.
Cette éparchie a joué un rôle significatif dans le mouvement de soutien à l'Église grecque-catholique ukrainienne au moment de la chute de l'Union soviétique, une cause qui fut en outre relayée par le pape Jean-Paul II.

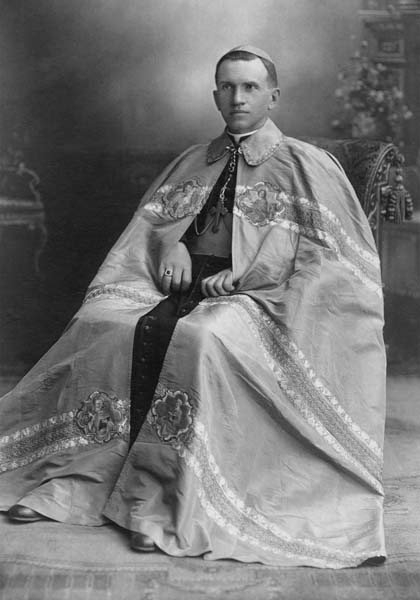
Bienheureux Nykyta Budka.
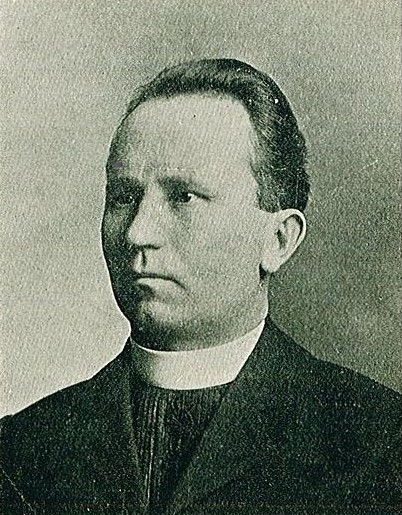
Nestor Dmytriw.

## Ordinaires
- Bienheureux Nykyta Budka (1912 - 1927)
- Basile Vladimir Ladyka (1929 - 1956)
- Maxim Hermaniuk (1956 - 1992)
- Michael Bzdel (1992 - 2006)
- Lawrence Daniel Huculak (2006 - )